# 秦岭紫堇
秦岭紫堇（学名：Corydalis trisecta）为罂粟科紫堇属下的一个种。

## 扩展阅读
- 維基物種上的相關：秦岭紫堇